# Kartlis Deda

Kartlis deda/Georgiens moder

Kartlis Deda (georgiska: ქართლის დედა, Moder Kartlien) är en skulptur i Georgiens huvudstad Tbilisi, vilken har blivit en symbol för staden.
Kartlis Deda uppfördes på Sololakihöjden år 1958, samma år som Tbilisi firade sitt 1500-årsjubileum som stad. Upphovsmannen till den tjugo meter höga skulpturen av en kvinna i georgisk nationaldräkt är den framträdande georgiska skulptören Elgudzja Amsjukeli. Minnesmärket var ursprungligen gjort av trä, men år 1963 ersattes trät av en mer hållbart skulptur i aluminium. Skulpturen symboliserar den georgiska nationella karaktären: i vänster hand håller hon en skål vin för att välkomna de som kommer som vänner, och i hennes högra hand håller hon ett svärd för de som kommer som fiender.
Från minnesmärket får man en panoramavy över fästningen Nariqala.